# Lutra
Lutra este un gen de vidre, unul din cele șapte din subfamilia Lutrinae.

## Taxonomie și evoluție
Genul cuprinde aceste specii:

### Specii extante
| Imagine | Denumire științifică | Denumire comună  | Areal                        |
| ------- | -------------------- | ---------------- | ---------------------------- |
|         | L. lutra             | Vidră de râu     | Europa, Asia, Africa Nordică |
|         | L. sumatrana         | Vidră de Sumatra | Asia de Sud-Est              |

### Specii extincte
| Imagine | Denumire științifică | Denumire comună       | Areal   |
| ------- | -------------------- | --------------------- | ------- |
|         | L. nippon            | Vidră japoneză de râu | Japonia |

- †Lutra affinis
- †Lutra bressana
- †Lutra bravardi
- †Lutra castiglionis⁠(en)[traduceți]
- †Lutra euxena⁠(en)[traduceți]
- †Lutra fatimazohrae
- †Lutra franconica
- †Lutra palaeindica
- †Lutra simplicidens
- †Lutra trinacriae

Genul a evoluat cel mai probabil în Asia în timpul Pliocenului târziu; cea mai veche fosilă ce aparține genului provine de la specia L. palaeindica și datează din Pliocenul târziu.